# Юстира
Юстира (юстир, юстимер, юстиметр, остира) — столярный и плотничий инструмент, используемый для выравнивания деталей, стоек и поверхностей, в соответствии с заданным направлением — «осевым» или под необходимым углом. При помощи юстиры осуществляется юстировка заготовок и деталей при плотничьих и столярных работах, поверхностей (конструкций) и стоек в строительстве и на монтажных работах.
Юстира представляет собой деревянное приспособление (в виде дуги или угольника) с плоским основанием (или уголковым), с нитью и грузом, а также на приспособление может быть нанесена шкала, выраженная в градусах. В качестве нити может использоваться шнурок, веревка, жила и скрученные волосы, а в качестве груза может использоваться металлический (железный, медный) слиток или камень. При установке юстира на поверхность нить, проходящая через шкалу, покажет наклон поверхности в градусах.